# ラリー・ウィルソン (アイスホッケー)
ラリー・ウィルソン（1930年10月23日 - 1979年8月16日）は、カナダ連邦オンタリオ州キンカーディン出身の元プロアイスホッケー選手、指導者。現役時代のポジションはセンター。

## 経歴
ナショナルホッケーリーグ(NHL)のデトロイト・レッドウィングス、シカゴ・ブラックホークスで合計152試合に出場した。レッドウィングスに入団した1949-50年シーズンにはスタンレー・カップ優勝を味わったが、現役時代の大半はマイナーリーグであるアメリカン・ホッケー・リーグ(AHL)などで過ごした。
現役引退後、1976-77シーズンにレッドウィングスの暫定ヘッドコーチに就任した。その間の成績は16勝55敗9分であった。その後セントラル・ホッケー・リーグのカンザスシティ・レッドウィングスのヘッドコーチを1977-79年まで2シーズン務めた。
1979年の夏、ジョギング中に心臓発作を起こして48歳で亡くなった。
2011年、AHLの殿堂入りを果たした。

## 家族
息子のロン・ウィルソンも元NHL選手であり、マイティダックス・オブ・アナハイム、ワシントン・キャピトルズ、サンノゼ・シャークスやバンクーバーオリンピックのアイスホッケーアメリカ合衆国代表のヘッドコーチを務めている。
兄のジョニー・ウィルソンもNHL選手であり、レッドウィングス、ロサンゼルス・キングス、ピッツバーグ・ペンギンズでヘッドコーチとなった。